# Reederei tom Wörden

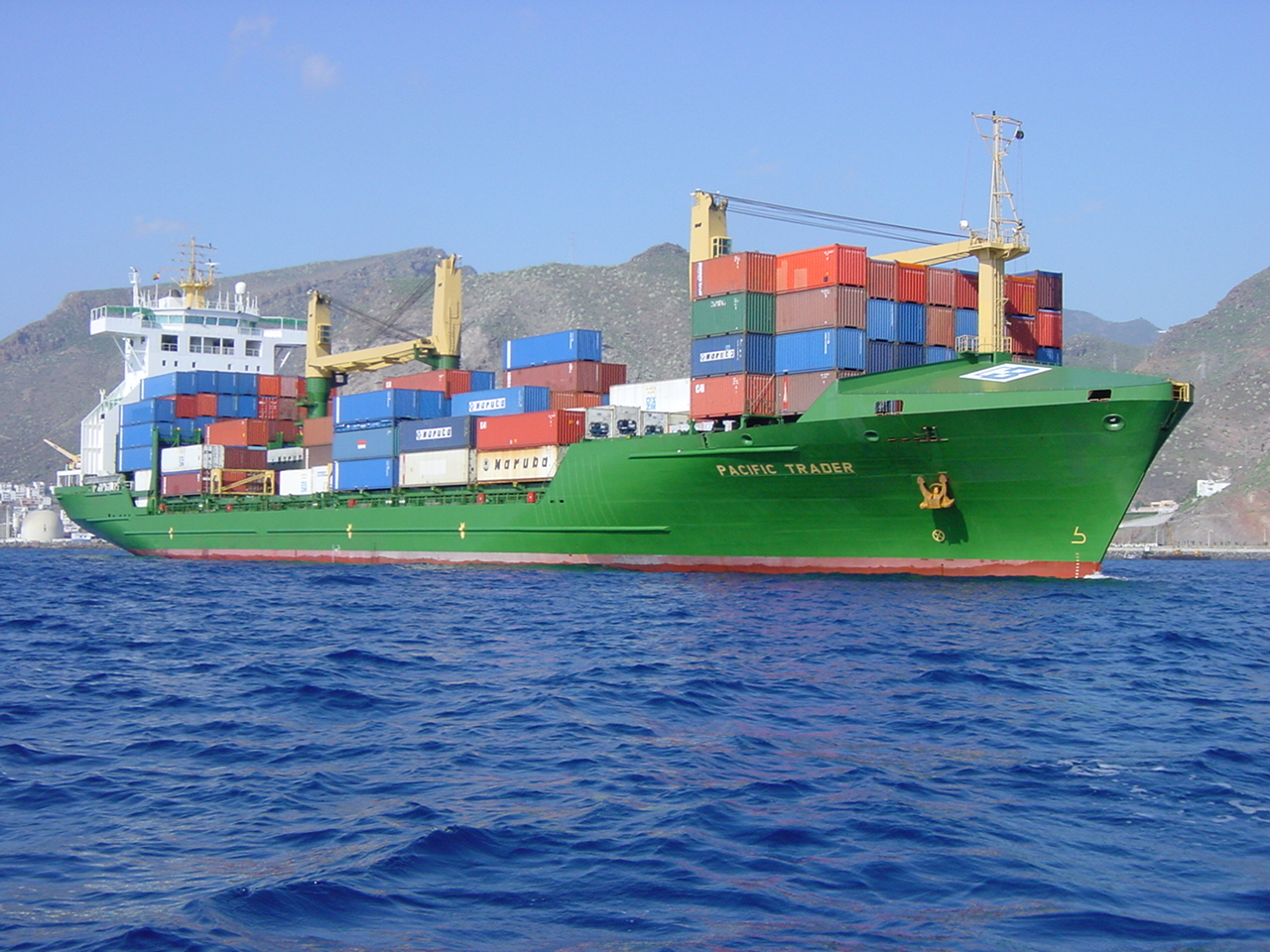
Die Macaro gehört zur Serie MTW CC 1600 der MTW Schiffswerft in Wismar (Abbildung eines Schwesterschiffs)

Der Schiffszimmermann und Werftbesitzer Klaus Wilhelm tom Wörden aus Gräpel an der Oste wurde 1911 mit seinem letzten Schiff zum Kapitänsreeder, woraus die heutige Reederei tom Wörden entstand.

## Beginn mit einem Dreimastgaffelschoner (1911–1944)
Klaus Wilhelm tom Wörden (1875–1944) lernte in Bremervörde den Beruf des Schiffbauers und kaufte 1903 in Gräpel an der Oste die bestehende Werft von Johann Steffens, aus der die tom Wörden-Werft wurde. Er baute bis 1911 Schiffe und begann mit den letzten Neubau 1911 als Kapitänsreeder einen neuen Lebensabschnitt. Er legte damit den Grundstein für eine Reederei, die 2011 als Firmengruppe ihr hundertjähriges Jubiläum feiern konnte. Klaus Wilhelm tom Wörden begann als Reeder mit dem Dreimastgaffelschoner Wilhelm. Das Fahrtgebiet war die Küstenfahrt im Bereich der Nord- und Ostsee, anfangs wurde vorwiegend Holz und Stückgut transportiert. Im Ersten Weltkrieg arbeitete er auf der Kaiserlichen Werft in Kiel und 1918 erhielt er mit 43 Jahren sein Kapitänspatent. Der hölzerne Dreimastgaffelschoner wurde verkauft und durch einen stählernen Motorsegler (51 BRT), dem Rundgattewer Gesche, ersetzt. Die Gesche wurde von einem 50 PS-Motor angetrieben. 1921 wurde das fast doppelt so große Segelschiff Gsine aus Holland gekauft, das 1923 einen Hilfsmotor erhielt. Hier ist auch der Sohn Willi als Steuermann eingestiegen. 1927 wurde der Dreimastgaffelschoner Ingeborg III (142 BRT) mit einem 125 PS-Dieselmotor gekauft. Ein Gaffelschoner Ingeborg (250 BRT) ergänzte 1930 die Flotte und mit der Ingeborg II fuhren ab 1933 drei Schiffe mit dem Namen Ingeborg für tom Wörden. Von der Werft Schulte & Bruns kam 1940 als Neubau der Motorfrachter Klaus Wilhelm (250 BRT), der für die Marine als Versorger fuhr.

## Neuanfang und Expansion (1945–1984)

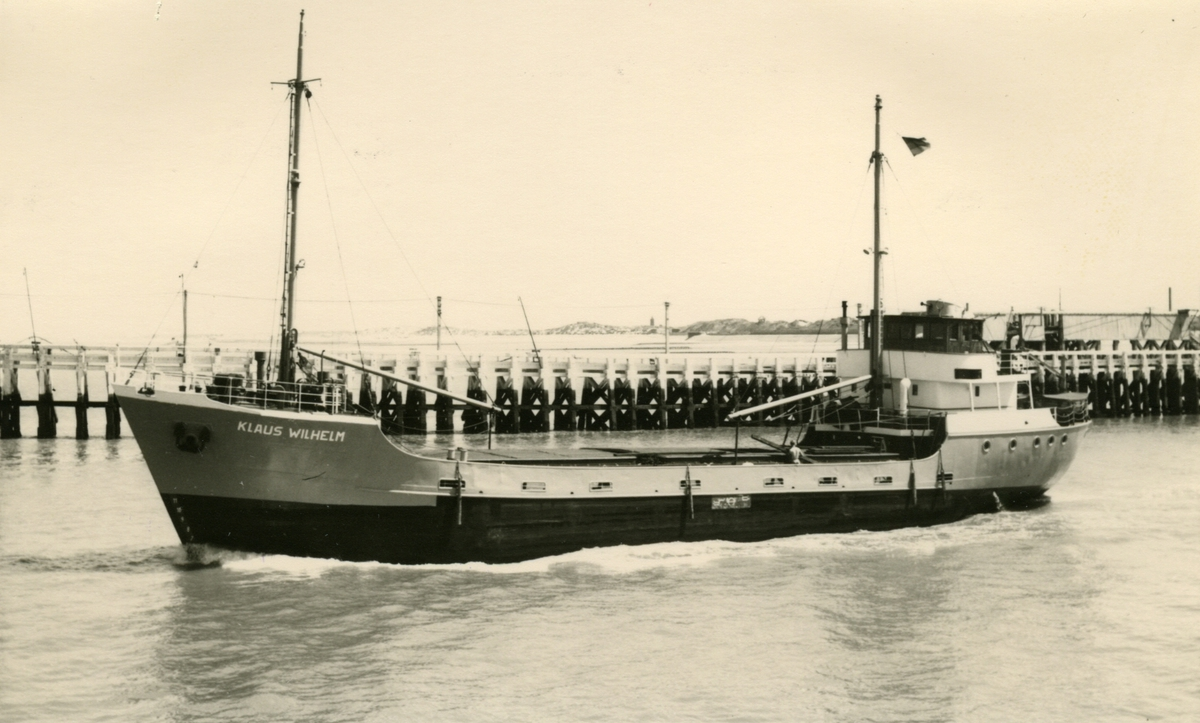
Die 1950 gebaute Klaus Wilhelm

Wie fast alle anderen deutschen Reedereien besaß auch die Reederei tom Wörden nach dem Zweiten Weltkrieg kein Schiff mehr. 1950 begann der Reedereibetrieb mit dem Neubau Klaus Wilhelm, die Bauwerft war die Rickmers Werft in Bremerhaven. Weitere größere Schiffe wurden gekauft und 1979 erwarb die Reederei mit der Navalis das erste Containerschiff. Seitdem wurde die Containerfahrt ausgeweitet und die Reederei betreibt heute neben der europäischen Stückgutfahrt die weltweiten Containerfahrt.

## Vierte Generation (1985–2011)
Seit 1985 steht Kapitän Klaus tom Wörden in vierter Generation dem Familienunternehmen vor, das sich inzwischen zu einer Firmengruppe entwickelt hat. Neben der Reederei Schiffahrtskontor tom Wörden sind es die Gesellschaften Navalis Shipping, Nautic Service- und Treuhandgesellschaft und Manx Ocean Group Ltd. Der Hauptsitz der Firmengruppe befindet sich in Oldendorf (bei Stade), weitere Standorte sind Hamburg, Riga und Isle of Man. Insgesamt beschäftigt das Unternehmen an Land und auf See etwa 560 Mitarbeiter.

## Holzfahrt und Containerschifffahrt
In der Baltik-Flotte sind 25 Schiffe in der Holzfahrt beschäftigt. Es sind Mehrzweckschiffe mit Tragfähigkeiten von 4.000 bis 9.300 tdw. Sie transportieren Holz und Zellstoffprodukte für skandinavischen Hersteller aus der Ostsee vorwiegend in Häfen der Nord- und Ostsee und im Mittelmeer.
In der Container-Flotte fahren 7 Schiffe zwischen 800 und 1.200 20-Fuß-Containereinheiten (TEU).

## Die Schiffe
| Nr. | Schiffsname   | Vermessung/Tragfähigkeit/TEU | IMO-Nummer | Baujahr/Ankauf | Bauwerft                                      | Verkaufsjahr | Bemerkungen                                |
| --- | ------------- | ---------------------------- | ---------- | -------------- | --------------------------------------------- | ------------ | ------------------------------------------ |
| 1   | Wilhelm       | 180 tdw                      | -          | 1911           | tom Wörden, Gräpel                            | 1918         | Dreimastgaffelschoner                      |
| 2   | Gesche        | 60 tdw                       | -          | 1912           | Ropers, Stade                                 | 1921         | -                                          |
| 3   | Gesine        | 100 tdw                      | -          | 1921           | H&C Mulder, NL                                | 1927         |                                            |
| 4   | Ingeborg III  | 190 tdw                      | -          | 1924           | G. Schuldt, Stralsund                         | 1939         | -                                          |
| 5   | Ingeborg      | 200 tdw                      | -          | 1931           | Ropers, Stade                                 | 1946         | Reparationsleistung                        |
| 6   | Ingeborg II   | 320 tdw                      | -          | 1940           | Schulte&Bruns, Emden                          | 1945         | Reparationsleistung                        |
| 7   | Klaus Wilhelm | 400 tdw                      | -          | 1940           | Schulte&Bruns, Emden                          | 1945         | Reparationsleistung                        |
| 8   | Klaus Wilhelm | 535 tdw                      | -          | 1950           | Rickmers Werft, Bremerhaven                   | 1966         | -                                          |
| 9   | Ingeborg II   | 933 tdw                      | -          | 1953           | Stader Schiffswerft, Stade                    | 1974         | Mehrzweckfrachter                          |
| 10  | Atlantis      | 1.100 tdw                    | -          | 1955           | Stader Schiffswerft, Stade                    | 1965         | Beteiligung                                |
| 11  | Hannelore     | 1065 tdw                     | 6416574    | 1964           | J.J. Sietas, Hamburg                          | 1983         | Mehrzweckfrachter                          |
| 12  | Klaus         | 1.165 tdw                    | 6616928    | 1966           | J.J. Sietas, Hamburg                          | 1974         | Mehrzweckfrachter                          |
| 13  | Ursa          | 2.400 tdw                    | 7114800    | 1971           | J.J. Sietas, Hamburg                          | 1992         | Mehrzweckfrachter                          |
| 14  | Triton        | 3.800 tdw                    | 7510860    | 1976           | J.J. Sietas, Hamburg                          | 1984         | Mehrzweckfrachter                          |
| 15  | Navalis       | 4.550 tdw                    | -          | 1979           | Singapore Shipbuilding&Engineering, Singapore | 1984         | Mehrzweckfrachter                          |
| 16  | Patricia      | 2.400 tdw                    | 7034880    | 1970/1980      | J.J. Sietas, Hamburg                          | 1988         | Mehrzweckfrachter                          |
| 17  | Ursus         | 605 TEU                      | 8215780    | 1983           | J.J. Sietas, Hamburg                          | 2006         | Containerschiff 2020 in Alang verschrottet |
| 18  | Mandela       | 3.035 tdw                    | 8411188    | 1985           | Büsum Werft, Büsum                            | 2000         | Mehrzweckfrachter                          |
| 19  | Merlin        | 3.035 tdw                    | 8411190    | 1985           | Büsum Werft, Büsum                            | 2005         | Mehrzweckfrachter                          |
| 20  | Angermanland  | 4.335 tdw                    | 8818752    | 1989           | J.J. Sietas, Hamburg                          | 2018         | Mehrzweckfrachter                          |
| 21  | Hälsingland   | 4.425 tdw                    | 8912510    | 1990           | J.J. Sietas, Hamburg                          | 2008         | Mehrzweckfrachter                          |
| 22  | Gästrikland   | 4.600 tdw                    | 9031428    | 1992           | Peters Werft, Wewelsfleth                     | 2006         | Mehrzweckfrachter                          |
| 23  | Merian        | 1.450 TEU                    | 9081007    | 1994           | Kvaerner Warnow Werft, Warnemünde             | 2008         | Containerschiff                            |
| 24  | Macaro        | 1.610 TEU                    | 9129809    | 1996           | MTW Schiffswerft, Wismar                      | 2015         | Containerschiff                            |
| 25  | Mardia        | 1.122 TEU                    | 9127019    | 1996           | Volkswerft Stralsund, Stralsund               | 2014         | Containerschiff                            |
| 26  | Merino        | 525 TEU                      | 9121871    | 1997           | Elbe Werft, Boizenburg                        | 2006         | Containerschiff                            |
| 27  | Dalarna       | 4.400 tdw                    | -          | 1996           | Cassenswerft, Emden                           | -            | Mehrzweckfrachter                          |
| 28  | Öland         | 1.500 tdw                    | -          | 1998           | Kötterwerft, Haren                            | 2006         | Mehrzweckfrachter                          |
| 29  | Tornedalen    | 5.530 tdw                    | -          | 2000           | Slovenske Lodenice, Slowakei                  | -            | Mehrzweckfrachter                          |
| 30  | Norrbotten    | 5.530 tdw                    | -          | 2001           | Slovenske Lodenice, Slowakei                  | 2007         | Mehrzweckfrachter                          |
| 31  | Silva         | 5.020 tdw                    | -          | 2001           | Jiangdong Shipyard, Wuhu/China                | -            | Mehrzweckfrachter                          |
| 32  | Lettland      | 5.020 tdw                    | -          | 2001           | Shipyard, Wuhu/China                          | -            | Mehrzweckfrachter                          |
| 33  | Livland       | 5.020 tdw                    | -          | 2001           | Shipyard, Wuhu/China                          | -            | Mehrzweckfrachter                          |
| 34  | Estland       | 5.020 tdw                    | -          | 2002           | Shipyard, Wuhu/China                          | -            | Mehrzweckfrachter                          |
| 35  | Mando         | 1.175 TEU                    | -          | 1999/2002      | Saint John Shipbuilding, Kanada               | -            | Containerschiff                            |
| 36  | Mareno        | 1.175 TEU                    | -          | 2000/2002      | Saint John Shipbuilding, Kanada               | -            | Containerschiff                            |
| 37  | Mondena       | 1.115 TEU                    | -          | 1999/2003      | Celik ekne Shipyard, Tuzla/Türkei             | -            | Containerschiff                            |
| 38  | Merito        | 1.105 TEU                    | -          | 1998/2003      | Shanghai Edward Shipbg., Shanghai             | -            | Containerschiff                            |
| 39  | Majala        | 797 TEU                      | -          | 1999/2004      | Torgem Shipyard, Zuzla/Türkei                 | -            | Containerschiff                            |
| 40  | Mocambo       | 797 TEU                      | -          | 2000/2004      | Torgem Shipyard, Zuzla/Türkei                 | 2008         | Containerschiff                            |
| 41  | Milena        | 1.055 TEU                    | -          | 1996/2004      | Stocznia Szczecinska, Stettin/Polen           | 2005         | Containerschiff                            |
| 42  | Meriwa        | 532 TEU                      | -          | 1996/2004      | Peters Werft, Wewelsfleth                     | -            | Containerschiff                            |
| 43  | Magnos        | 971 TEU                      | -          | 1998/2005      | Hijos de J. Barreras, Vigo/Spanien            |              | Containerschiff                            |
| 44  | Manaris       | 971 TEU                      | -          | 1997/2005      | Hijos de J. Barreras, Vigo/Spanien            |              | Containerschiff                            |
| 45  | Österbotten   | 5.580 tdw                    | 9247120    | 2002/2005      | IHDA Shipbuilding, NL                         |              | Mehrzweckfrachter                          |
| 46  | Västerbotten  | 5.650 tdw                    | -          | 2001/2005      | Beograd Shipyard, Serbien                     | 2006         | Mehrzweckfrachter                          |
| 47  | Uppland       | 3.150 tdw                    | -          | 1984/2006      | Hegemann Werft, Berne                         | 2007         | Mehrzweckfrachter                          |
| 48  | Finnland      | 7.100 tdw                    | -          | 2006           | Qingdao Hyundai Shipbg., China                | -            | Mehrzweckfrachter                          |
| 49  | Seeland       | 7.100 tdw                    | -          | 2006           | Qingdao Hyundai Shipbg., China                | -            | Mehrzweckfrachter                          |
| 50  | Aland         | 7.100 tdw                    | -          | 2007           | Qingdao Hyundai Shipbg., China                |              | Mehrzweckfrachter                          |
| 51  | Monia         | 885 TEU                      | -          | 2007           | Jiangsu Eastern Shipyard, China               | -            | Containerschiff                            |
| 52  | Montana       | 1.340 TEU                    | -          | 2007           | Jiangsu Yanzijiang Shipbg., China             | -            | Containerschiff                            |
| 53  | Magari        | 1.340 TEU                    | -          | 2007           | Jiangsu Yanzijiang Shipbg., China             | 2006         | Containerschiff                            |
| 54  | Montego       | 1.340 TEU                    | -          | 2008           | Jiangsu Yanzijiang Shipbg., China             | 2007         | Containerschiff                            |
| 55  | Moranto       | 4.380 TEU                    | -          | 2009           | DSME Shipyard, Südkorea                       | -            | Containerschiff                            |
| 56  | Makita        | 4.380 TEU                    | -          | 2010           | DSME Shipyard, Südkorea                       | -            | Containerschiff                            |
| 57  | Mereda        | 4.380 TEU                    | -          | 2010           | DSME Shipyard, Südkorea                       | -            | Containerschiff                            |
| 58  | Meera         | 910 TEU                      | -          | 2010           | Peters Werft, Wewelsfleth                     | -            | Containerschiff                            |
| 59  | Macuba        | 1.120 TEU                    | -          | 1998/2010      | Peene-Werft, Wolgast                          | -            | Containerschiff                            |